# Naar de speeltuin
Naar de speeltuin is een Nederlandstalig lied op tekst van Bob Bleyenberg op muziek van de Duitse componist Gerhard Froboess. Hij schreef het lied, Pack die Badehose ein, voor een Berlijns koor dat het niet wilde zingen, waarna zijn achtjarige dochter Conny Froboess er in 1951 een hit mee had. Het lied ging over een bezoekje aan de Wannsee.
Het lied kreeg in Nederland grote bekendheid in een uitvoering van Heleentje van Cappelle begeleid door het Orkest Zonder Naam onder leiding van Ger de Roos en het  Kinderkoor de Karakieten. Op de originele 78-toeren plaat uit 1951 staat echter als uitvoerenden vermeld Ger de Roos en Het Orkest Zonder Naam met zang van de kleine Heleentje en De Karekieten. Op 1 januari 1952 bereikte het lied de hoogste notering in de hitparade van de KRO. Het lied bezingt de geneugten van een dagje naar de speeltuin, hoewel het evenzeer waarschuwt tegen eventuele negatieve gevolgen (misselijk van de limonade en het draaien). Zowel de tekst (Ma draagt broodjes in een mand / pa de trommel met verband) als het arrangement zijn wel geduid als voorbeeld van de bezadigde jaren vijftig.
In de loop der jaren werd "Naar de speeltuin" gezonden door onder anderen Harry Slinger, Paul de Leeuw en Feest Dj Maarten. 